# Рочестер Американс
«Рочестер Американс» (англ. Rochester Americans) — американська професійна хокейна команда, базується в місті Рочестер, штат Нью-Йорк, виступає в Американській хокейній лізі. Свої домашні матчі проводять на Блю Кросс Арена, яка вміщує 11 000 глядачів. Логотип команди включає в себе щит з національними кольорами США та надписом «американці».

## Історія
«Рочестер» є другою найстаршою командою в АХЛ, тільки «Герші Берс» (Hershey Bears) провів більше сезонів у цій лізі. Нині «Рочестер» є фарм-клубом «Баффало Сейбрс». Спочатку «Рочестер Американс» був заснований як фарм-клуб канадського «Монреаль Канадієнс». На додаток до співпраці з «Канадієнс» існував контракт із «Торонто Мейпл-Ліфс» і «Флоридою».

### Заснування та становлення
Перший сезон в АХЛ «американці» закінчили під керівництвом тренера Біллі Рея на третьому місці в таблиці і зустрілися в першому раунді плей-оф з «Провіденс Редс». Завдяки чудовій грі воротаря Боббі Перро вийшли до фіналу Кубка Колдера, де вони програли «Клівленд Баронс». У 1959 році знову дійшли до фіналу, де поступились «Баффало Бізонс» у п'яти матчах. Відомі гравці того часу: Руді Мігай, Стів Крафтчек, Гарі Алдкорн, Ел Макніл, Віллі Маршалл і Біллі Хайк. Мігай та Хайк були згодом визнані MVP в АХЛ сезону 1958/59, а Хайк отримав ще одну нагороду «Новачок року».
Рік по тому «Рочестер Американс» переграли в серії «баронів» з Клівленда 3:0 та вийшли до фіналу Кубка Колдера. Але там програли в п'яти матчах «Спрінгфілд Індіанс», не допоміг клубу і воротар Ед Чедвік який проводив цей сезон у складі американців (права на нього належали клубу НХЛ «Торонто Мейпл-Ліфс»). Після того як хокеїсти з Рочестера пропустили плей-оф сезону 1960/61, «Монреаль Канадієнс» закінчив свою співпрацю з ними, таким чином тільки «Торонто Мейпл-Ліфс» залишився як партнер клубу.
У сезоні 1962/63 тут завершував свою кар'єру учасник трьох фіналів Кубка Стенлі Боб Армстронг.
У сезоні 1963/64 команду очолив колишній гравець клубу Джо Кроз'є. Під його керівництвом «Рочестер Американс» виграв Кубок Колдера в 1964/65, 1965/66, 1967/68, а 1967 року грали в фіналі — таким чином, вони є єдиною командою в історії АХЛ, що грала в фіналі Кубка чотири роки поспіль. Відомі гравці тієї епохи: Бронко Хорват, Джеррі Чіверс, Ларрі Гіллмен, Боббі Перро, Ал Арбо, Ларрі Джеффрі, Дерріл Слай, Норм Армстронг, Дуейн Рапп, Воллі Бойєр, Дік Гембл, Джим Паппен, Дон Черрі, Джеррі Ейман, Ед Літценбергер і Майк Волтон.

### Сезони кінця 60-х— 70-х років
У 1967 році розширюється Національна хокейна ліга з шести до дванадцяти команд, багато гравців з Рочестера перебираються до нових клубів. Арбо та Едестранд до «Сент-Луїс Блюз», Ейман та Бойєр до «Окленда», Хорват («Міннесота») і Рапп («Піттсбург»), покинули команду Паппен і Волтон. Отже, сезон 1967/68 років розпочався з поразок, команда була на останньому місці (перед Різдвом). Щоб розв'язати проблеми, Кроз'є уклав угоду про обмін гравців з «Міннесота Норз-Старс». Уже в середині березня 1968 року «Рочестер» повертає втрачені позиції. Після перемоги в регулярному чемпіонаті, вони перемогли «Герші Берс» 4:1 у півфіналі і «Квебек Ейсес» 4:2 у фіналі. Останню гру серії «американці» виграли на полі суперника з рахунком 4:2.
Влітку 1968 була продана франшиза «Ванкувер Канакс», який пізніше взяв участь у Національній хокейній лізі, цього разу, «Канакс» грали в Західній хокейній лізі. У 1972 клуб з Рочестера був проданий місцевій інвестиційній групі. У наступні роки команда почала виходити в плей-оф і виграла регулярний сезон 1973/74 та почала співпрацювати з «Бостон Брюїнс». Цього ж сезону тут завершив кар'єру володар Кубка Стенлі 1965 Жан Готьє.
У 70-і найкращим захисником ліги тричі визнають Ноеля Прайса в 1970, 1972, 1976.
У сезоні 1975/76 ворота команди захищав бронзовий призер зимових Олімпійських ігор 1968 року Кен Бродерік. Наприкінці 70-х завершував кар'єру нападник «Брюїнс» Ерл Андерсон.

### Сезони 80-х — 90-х років
1980, «Рочестер Американс» стають єдиним фарм-клубом «Баффало Сейбрс». У 80-х регулярно грають у плей-оф і двічі виграють Кубок Колдера в сезонах 1982/83 і 1986/87 років. З командою в цей час працювали такі тренери, як Майк Кінен, Джон Ван Боксмер, Джоді Гейдж, Джорді Робертсон та інші.
Джон Торторелла у 1996 році виграє черговий Кубок Колдера (вже вшосте в історії клубу). В наступних сезонах Брайн МакКатчен двічі виводив «Рочестер» у фінал кубка.
Відомі гравці цього періоду: Доменік Піттіс, Деніс Амель, Бенуа Гогю, Франсуа Метьє, Джеремі Аддуоно та воротарі Міка Норонен та Мартін Бірон.

### Початок 21 століття
Влітку 2000 року, команду очолив Ренді Куннейворт. У сезоні 2003/04 «американці» вийшли у фінал Західної конференції, де програли «Мілвокі Адміралс» 4:1.
2005 року в доповнення до співпраці з «Сейбрс» додається «Флорида». Багато гравців «Американс» початку 2000-х грають або грали в НХЛ, зокрема Джейсон Помінвіль, Даніель Пайє, Кларк Макартур, Пол Гостад, Раєн Міллер, Кріс Торбурн, Дуг Яник і Каміл Крепс.
У 2007 році було оголошено, що після сезону 2007/08 угода про співпрацю між «Баффало» і «Рочестером» не буде продовжена. Причиною цього кроку стала співпраця з «пантерами». У травні 2008 року керівництвом Американської хокейної ліги був затверджений продаж франшизи «Рочестер». У червні 2008 року «Сейбрс» оголосили про новий фарм-клуб з Портленда. На цьому закінчилась 28-річна співпраця між двома клубами. Три роки по тому «Баффало» в особі Терренса Пегули оголосили про відновлення співпраці між двома клубами. 24 червня 2011 року Американська хокейна ліга затвердила співпрацю двох клубів.

## Досягнення
- Володар Кубка Колдера — 1965, 1966, 1968, 1983, 1987 та 1996 років.
- Фіналіст Кубка Колдера — 1957, 1960, 1967, 1977, 1984, 1990, 1991, 1993, 1999 та 2000 років.

## Закріплені номера
- #6 Норм Армстронг
- #9 Дік Гембл, Джоді Гейдж

## Домашня арена
«Рочестер Американс» грає від часу свого заснування (1956 р.) на «Блю Кросс Арена», яка вміщує 11 215 глядачів під час хокейних матчів. Винятком є 1965/66 сезону, коли вони провели останні десять ігор сезону і плей-оф на домашній арені «Торонто Мейпл-Ліфс». Нині вони поділяють цю арену з «Рочестер Найтгокс» (Rochester Knighthawks), які виступають у Національній лізі Лакроса, та баскетбольною командою «Рочестер Разоршаркс» (Rochester Razorsharks).